# Gwangju Open
Il Gwangju Open è un torneo professionistico maschile di tennis giocato sul cemento, che fa parte dell'ATP Challenger Tour. Si gioca annualmente al Jinwol International Tennis Court di Gwangju, in Corea del Sud, dal 2016.

## Albo d'oro

### Singolare
| Anno       | Campione           | Finalista       | Punteggio        |
| ---------- | ------------------ | --------------- | ---------------- |
| 2025       | Jason Kubler       | Alibek Kačmazov | 7–5, 6(7)–7, 6–3 |
| 2024       | Lloyd Harris       | Bu Yunchaokete  | 6–2, 3–6, 6–4    |
| 2023       | Jordan Thompson    | Max Purcell     | 6–3, 6–2         |
| 2022       | Zsombor Piros      | Emilio Gómez    | 6–2, 6–4         |
| 2021- 2020 | Non disputato      | Non disputato   | Non disputato    |
| 2019       | Jason Jung         | Dudi Sela       | 6–4, 6–2         |
| 2018       | Maverick Banes     | Nam Ji-sung     | 6–3, 4–6, 6–4    |
| 2017       | Matthias Bachinger | Yang Tsung-hua  | 6–3, 6–4         |
| 2016       | Ričardas Berankis  | Grega Žemlja    | 6–3, 6–2         |

### Doppio
| Anno       | Campioni                                     | Finalisti                        | Punteggio           |
| ---------- | -------------------------------------------- | -------------------------------- | ------------------- |
| 2025       | Ray Ho Matthew Romios                        | Vasil Kirkov Bart Stevens        | 6–3, 7–6(6)         |
| 2024       | Lee Jea-moon Song Min-kyu (2)                | Cui Jie Lee Duck-hee             | 1–6, 6–1, [10–3]    |
| 2023       | Evan King Reese Stalder                      | Andrew Harris John-Patrick Smith | 6–4, 6–2            |
| 2022       | Nicolás Barrientos Miguel Ángel Reyes Varela | Yuki Bhambri Saketh Myneni       | 2–6, 6–3, [10–6]    |
| 2021- 2020 | Non disputato                                | Non disputato                    | Non disputato       |
| 2019       | Hsieh Cheng-peng Christopher Rungkat         | Nam Ji-sung Song Min-kyu         | 6–3, 3–6, [10–6]    |
| 2018       | Nam Ji-sung Song Min-kyu (1)                 | Benjamin Lock Rubin Statham      | 5–7, 6–3, [10–5]    |
| 2017       | Chen Ti Ben McLachlan                        | Jarryd Chaplin Luke Saville      | 2–6, 7–6(1), [10–1] |
| 2016       | Sanchai Ratiwatana Sonchat Ratiwatana        | Frederik Nielsen David O'Hare    | 6–3, 6–2            |